# Open Rescue
Eine Open Rescue (deutsch offene Rettung) ist im Bereich der Tierrechte und des Tierschutzes eine Form der Direkten Aktion bei der von Schmerzen und Vernachlässigung betroffene Tiere in Gefangenschaft, etwa Mastbetriebe und ähnliche Einrichtungen, durch Aktivisten befreit werden, sowie tierärztliche Behandlung und langfristige Pflege erhalten, um die Lebensbedingungen dieser Tiere zu dokumentieren und letztendlich die Rettung und Dokumentation öffentlich freigeben. Die öffentliche Natur der offenen Rettung steht im Gegensatz zur anonymen Aktivitäten. Offene Rettungsaktivisten veröffentlichen in der Regel ihre vollständigen Identitäten. Offene Rettung ist gewaltlos gegenüber Menschen und anderen Tieren, obwohl es auch zu Sachbeschädigung kommen kann.

## Fallbeispiele
Im August 2015 befreiten Johanna Eriksson, Martin Smedjeback, Ramin Winroth und weitere Aktivisten der Gruppe Tomma Burar (deutsch Leere Käfige) in Schweden bei verschiedenen Aktionen, insbesondere zwei Schweine von einer Schweinefarm in Västmanland, die sie Selma und Louise tauften, acht Hühner aus einer Hühnerfabrik sowie einen Fisch aus einer Lachsfarm. Die Schweine und Hühner leben in einem Heim für Tiere, der nicht preisgegeben wird, um die Beschlagnahmung der Tiere zu verhindern; der Fisch wurde freigelassen. Für den Besitzer der Schweinefarm hinterließen sie Brief in der sie betonten, dass die Tat nicht gegen ihn persönlich gerichtet war, sondern als Zeichen zu verstehen ist, dass Tiere keine Waren sind und diese Individuen vor dem üblichen, millionenfachen Tod bewahrt werden sollten. Als Prinzip erläutertern sie: „Wir würden niemals Gewalt anwenden oder weglaufen. Wenn jemand wütend ist, bleiben wir stehen und warten auf die Polizei.“ Sie veröffentlichten hierzu 2017 eine Filmdokumentation. Die Bauern, deren Tiere sie mitgenommen hatten, wurden zu einem Gespräch eingeladen, um über die Beweggründe zu sprechen. Zwei der fünf Aktivisten werden zu einem Monat Gefängnis verurteilt, die restlichen drei mussten 30 Tagessätze zahlen (etwa 3.000 bis 3.900 Kronen). Vier der Aktivisten müssen zudem dem Geflügelzüchter insgesamt 3.855 Kronen als Schadensersatz zahlen.
Im März 2017 drangen Wayne Hsiung and Paul Picklesimer, beide von der Gruppe Direct Action Everywhere (DxE) in Utah in Anlagen der des Unternehmens Smithfield Foods ein und nahmen zwei kranke bzw. sterbende Ferkel mit. Sie übergaben sie Tierärzten und brachten sie danach in ein Tierasyl in Colorado. Den Beklagten wurde Einbruch und Diebstahl vorgeworfen bei einer Höchststrafe von bis zu fünfeinhalb Jahren Gefängnis. Der Rechtsstreit dauerte fünf Jahre, unter anderem war auch das FBI beteiligt. Das FBI führte eine Hausdurchsuchung im Tierasyl durch und entnahm genetische Proben, um die Identität der Tiere nachzuweisen. Die Beklagten versuchten, Undercover Footage als Beweismittel einzureichen, was vom Gericht abgelehnt wurde, weil es die Jury hätte beeinflussen können. Sie argumentierten, dass sie keinen wirtschaftlichen Schaden verursacht hätten, weil die kranken Tiere vom Unternehmen entsorgt worden wären, um die tiermedizinischen Kosten zu sparen. Sie wurden von der Jury von den Vorwürfen freigesprochen.
Im September 2022 befreite die Schauspielerin Alexandra Paul zwei Hühner aus einem Transport des Unternehmens Foster Farms aus einer Farm in Livingston, Kalifornien. Die Aktion wurde von weiteren Aktivisten von Direct Action Everywhere gefilmt. Eines der beiden Hühner verstarb später. Paul wurde angeklagt und stand in Merced County im März 2023 vor Gericht. Die Staatsanwaltschaft bot den  Beschuldigten Vergleiche an. Die beiden Aktivisten wurden am 17. März 2023 freigesprochen.